# Programme spatial israélien

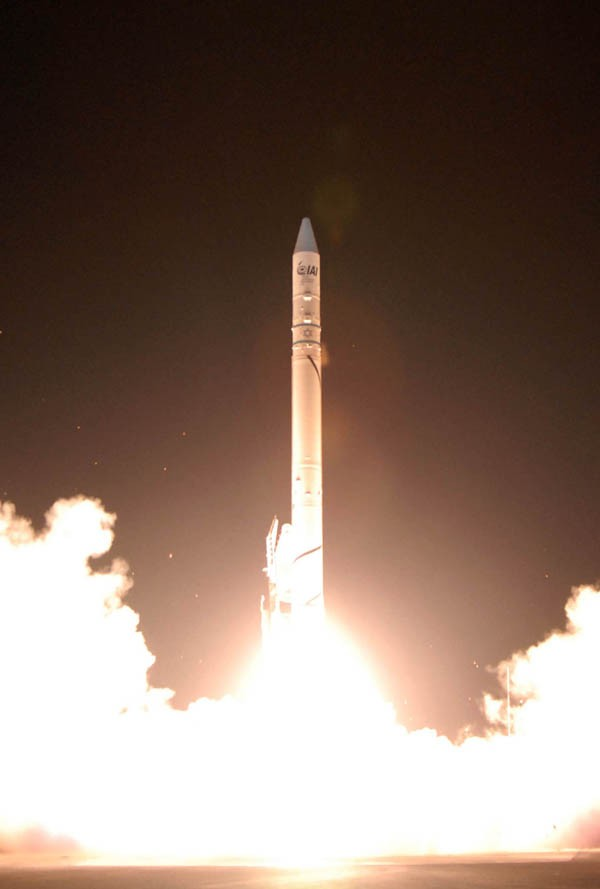
Le satellite de reconnaissance Ofek-7 lancé par une fusée Shavit-2 (2007)

Le programme spatial israélien regroupe l'ensemble des activités spatiales civiles ou militaires d'Israël. Il est le résultat de travaux de recherche et de développement de haut niveau dans le domaine militaire et industriel dans les années 1980 qui ont permis avec un budget modeste de devenir en 1988 la huitième nation à placer en orbite un satellite à l'aide d'un lanceur national.

## Historique

### Création de l'agence spatiale israélienne
À la suite du Traité de paix israélo-égyptien de 1979, les avions israéliens n'ont plus la possibilité de survoler le Sinaï pour surveiller l'activité militaire égyptienne. Par ailleurs les autorités israéliennes depuis la guerre de Yom Kippour se méfient de leur allié, les États-Unis, qui ne leur a pas fourni les renseignements satellitaires qu'ils étaient en droit d'espérer avant le déclenchement du conflit. Aussi le premier ministre Menahem Begin décide en 1983 de créer l'Agence spatiale israélienne ISA (acronyme de l'anglais Israeli Space Agency) qui est placé sous la direction de Yuval Ne'eman. L'agence spatiale coordonne les développements auxquels participent l'Université de Tel Aviv, l'Académie israélienne des Sciences et des Humanités et l'entreprise aérospatiale Israel Aerospace Industries (IAI). À l'époque Israël dispose du missile Jericho de moyenne portée qui constitue une bonne base pour le développement d'un lanceur léger.

### Mise au point d'un lanceur national et mise en orbite du premier satellite israélien
Cinq ans après la création de l'agence, le premier satellite israélien Ofek-1 est placé en orbite le 19 septembre 1988 par un lanceur Shavit développé avec les ressources locales à partir de la deuxième version du missile Jéricho II. Du fait de l’exiguïté de son territoire et des relations tendues avec les pays arabes voisins, les tirs des lanceurs nationaux se font depuis la côte vers l'ouest et placent donc les satellites sur une orbite rétrograde qui réduit les capacités du lanceur (la vitesse de rotation de la Terre vient se soustraire à la vitesse communiqué par le lanceur). Le deuxième tir qui a lieu le 3 avril 1990 place en orbite un satellite technologique Ofek-2. Il faut attendre le troisième tir effectué le 14 avril 1995 avec un lanceur Shavit-1 un peu plus puissant pour que le premier satellite de reconnaissance opérationnel, Ofek-3 soit placé en orbite. Ce dernier d'une masse de 200 kg est capable de fournir des images avec une résolution de 1,5 m.

### Coopération avec l'Afrique du Sud
À la fin des années 1980, Israël engage une politique de coopération dans le domaine spatial avec l'Afrique du Sud pour que ce pays dispose de son propre programme spatial. Le lanceur sud-africain RSA-3 développé dans le cadre de ce programme présente des points communs avec le Shavit israélien. Mais en juin 1994, le gouvernement sud-africain qui a abandonné le régime de l'apartheid (en 1991) et réorienté ses priorités budgétaires dans le domaine social, décide de mettre fin au développement d'un lanceur national.

### Tentatives de développement d'un lanceur commercial
En 1993-1994 l'IAI tente de commercialiser le lanceur Next, une version à trois étages du Shavit capable de placer 400 kg sur une orbite polaire. Le projet ne débouche pas mais il est à l'origine des versions Shavit-1 et Shavit-2 du lanceur national. Ces tentatives de commercialisation sont renouvelées par la suite avec l'appui de la société américaine US Coleman Research : une famille de lanceurs baptisée LK est proposée en utilisant comme premier étage le propulseur à propergol solide Castor 120. Mais cette deuxième tentative n'a pas plus de succès notamment parce que le gouvernement américain s'oppose à l'exportation de matériels considérés comme sensibles sur le plan de la sécurité.

### L'échec du lancement d'Ofek 4
Le 22 janvier 1998 le satellite Ofeq-4 est lancé mais le tir est un échec à la suite d'une défaillance du deuxième étage de la fusée. La perte est évaluée à 50 millions US$ (le budget spatial annuel moyen d'Israël est d'environ 80 millions US$). Cet échec donne un coup d'arrêt au programme spatial israélien et le pays se retrouve sans satellite de reconnaissance opérationnel durant plusieurs années. Ce n'est que le 28 mai 2002 que le troisième lanceur Shavit-1 place le satellite Ofeq-5 sur une orbite rétrograde de 370 x 600 km. Le nouveau satellite d'une masse de 300 kg peut produire des images en couleurs avec une résolution inférieure à 1 mètre. 

## Les lanceurs israéliens
Israël dispose de son propre lanceur de satellites baptisé Shavit   (comète en hébreu) développé à partir  du missile balistique Jéricho II. Shavit a placé en orbite le premier satellite artificiel israëlien le 19 septembre 1988. Cette fusée comporte trois étages utilisant tous une propulsion à propergol solide. Plusieurs versions de puissance croissante ont été développées : la dernière version Shavit 2 il est capable de placer environ 350 kg sur une orbite polaire. Le premier lancement, qui a eu lieu en 1988, a permis de placer en orbite Ofeq 1, le premier satellite artificiel israélien. Le Shavit est utilisé pour lancer les satellites de reconnaissance israéliens : début 2019 le lanceur totalisait 10 lancements dont 3 échecs. Le Shavit est tiré depuis la base aérienne de Palmachim située sur la côte israélienne. Pour ne pas survoler le territoire des pays voisins, le lanceur est tiré vers l'ouest et place ses satellites sur une orbite rétrograde ,.

## Le programme scientifique
L'activité spatial scientifique est réalisée principalement en coopération avec d'autres puissances spatiales : l'agence spatiale indienne ISRO (observation de la Terre et télescope spatial) et l'agence spatiale française, le CNES, pour l'étude de l'atmosphère et la surveillance de la végétation.

### La sonde lunaire Beresheet
Beresheet est une sonde spatiale développée par la société israélienne SpaceIL dans le cadre du Google Lunar X Prize et lancée le 22 février 2019. Ce petit atterrisseur conçu pour remplir l'objectif de ce concours finalement annulé, avait une masse de 585 kg et emportait une charge utile comprenant une caméra et un magnétomètre. L'alunissage, le 11 avril, est un échec. Beresheet est le premier engin spatial lancé au delà de l'orbite terrestre développé dans le cadre d'une initiative privée.

## Les satellites d'application

### Les satellites d'observation de la Terre
- L'industriel IAI a développé 2 satellites EROS, lancés en 2000 et 2006. Un troisième satellite est en développement.
- En coopération avec le CNES, l'agence spatiale israélienne a développé le satellite Vénμs, lancé en 2017, dont l'objectif premier est de modéliser la biosphère.
- En coopération avec l'Agence spatiale italienne, l'agence israélienne développe le programme SHALOM, système à vocation commerciale d'images hyperspectrales par satellite dont la mise en service opérationnel est prévue pour 2021.

### Les satellites de télécommunications
IAI a développé une famille de satellites de communication, appelée Amos (en).

### Les satellites de renseignement
IAI développe une famille de satellites de reconnaissance de petite taille, baptisée Ofek. Cette famille est composée de satellites œuvrant dans le domaine optique et de 2 satellites à radar à synthèse d'ouverture TecSAR. Début 2019, 11 satellites ont été placés en orbite en utilisant à l'exception d'Ofeq 8 le lanceur national Shavit,,,,.

## L'industrie  spatiale israélienne
Les principaux acteurs dans le domaine spatial israélien sont : 
- Israel Aerospace Industries (IAI) : construction des lanceurs Shavit et principal fabricant de satellites
- Spacecom (en) : opérateur de télécommunications mettant en œuvre les satellites AMOS israéliens
- El-Op : filiale de Elbit Systems qui fournit les caméras des satellites de reconnaissance et d'observation de la Terre
- ImageSat International : société chargée de commercialiser les photos prises par les satellites d'observation de la Terre EROS
- Institut de Technologie Technion : développement de nano-satellites

### Sources
- (en) Brian Harvey, Henk H F Smid et Theo Pirard, Emerging space powers : The new space programs of Asia, the Middle East ans South America, Springer Praxis, 2010 (ISBN 978-1-4419-0873-5)

## Voir  aussi

### Liens  externes
- (en + he + ar) Site de l'agence spatiale israélienne